# مدوسا
مِدوسا یا مِدوزا (به یونانی: Μέδουσα، به انگلیسی: Medusa) به معنی فرمانروا، در اساطیر یونانی، دختر فورسیس و ستو و تنها فناپذیر در بین آن‌ها بود. او می‌توانست هر کسی را که به چشمانش خیره می‌شد، تبدیل به سنگ کند.
مدوسا در نهایت توسط پرسئوس قهرمان اساطیری سر بریده شد. پرسئوس چندین بار از سر بریده شده مدوسا در نبردها و کشمکش‌ها به‌عنوان سلاح استفاده کرد تا این که آن را به الهه آتنا تقدیم کرد و او نیز آن را در وسط ایجس خود روی سپر زئوس قرار داد.

## خاستگاه و منشأ
مدوسا در ابتدا دوشیزه‌ای بسیار زیبا با گیسوانی دلفریب بوده‌است، به‌طوری‌که این زیبایی غره‌اش کرده بود. وی با پوزئیدون خدای دریا در معبد آتنا همبستر شد و به این ترتیب عبادتگاه آتنا را ملوث کرد، آتنا هم برای تنبیه وی، موهایش را تبدیل به مارهایی کریه و چندش‌آور کرد تا او به زشت‌ترین و منفورترین موجود، یعنی یک گورگون تبدیل شود. در تفاسیر دیگری بیان شده، مدوسا بسیار کنجکاو بود تا خورشید را ببیند و برای این منظور از آتنا درخواست کرد به او اجازه دهد تا به جنوب برود، اما آتنا به او اجازه رفتن نداد و مدوسا که بسیار خشمگین گشته بود با بی‌احترامی به آتنا گفت او به زیبایی مدوسا حسد می‌ورزد و این چنین شد که آتنا نیز او را مجازات نمود. گورگون‌ها در مجموع سه تن بودند، Euryale و Sthenno و آخری که مدوسا بود و چون او در ابتدا انسان و موجودی فانی بوده‌است، پس تنها گورگون فانی هم او می‌بود.

## پرسئوس و مدوسا

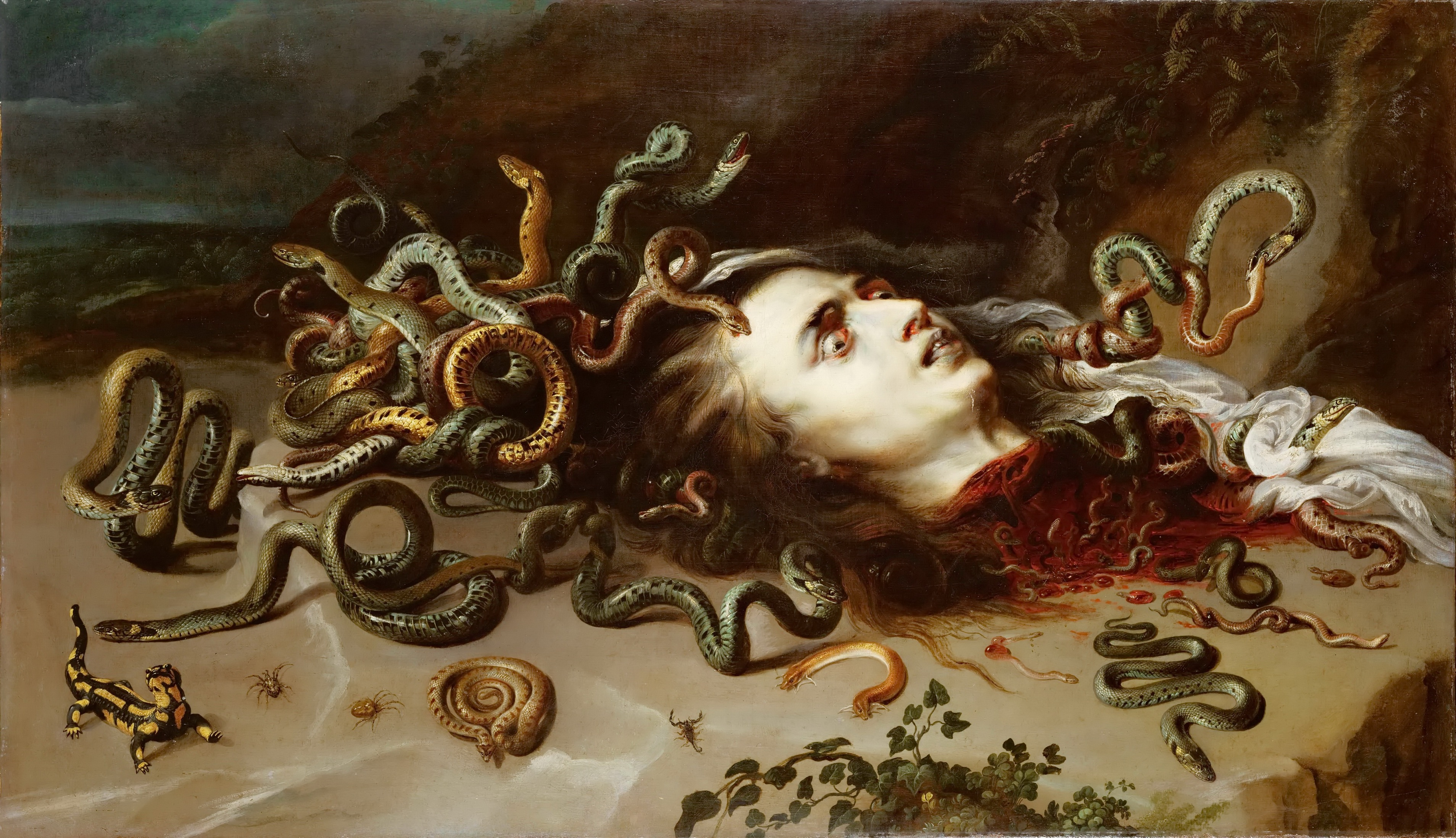
سر بریده شده مدوسا اثر پیتر پل رابنس ۱۶۱۸

پرسئوس که تحت حمایت آتنا و به کمک زئوس، هرمس، کرونوس و هادس و با یاری گرفتن از سه خواهر سپیدموی سالخورده، یعنی گرایاها و همین‌طور به کمک هسپریدس به نبرد با مدوسا رفت. مدوسا در غاری سکنی گزیده بود، پرسئوس برای اینکه از نگاه‌های او در امان باشد، سپر جلاداده شدهٔ آتنا را به کار برد؛ با نگاه‌کردن به سپر همانند آینه، متوجه شد که مدوسا کجاست و به این ترتیب به او حمله کرد و سرش را با هوشمندی ازبدنش جدا نمود. سپس آن را در کوله پشتی‌ای که از هسپریدها گرفته بود، قرار داد. گفته می‌شود که در این زمان، دو تا از موجودات افسانه‌ای، پگاسوس اسب بالدار جاویدان و کریسائور که هر دو فرزند مدوسا و پوزئیدون بوده‌اند، از بدن مدوسا خارج شده‌اند.پس از بازگشت، پرسئوس سر مدوسا را به آتنا داد و او هم آن را روی سپر زئوس بر سینهٔ خود قرار داد. این نشان در مجسمه‌های آتنا دیده می‌شود.

## نگارخانه

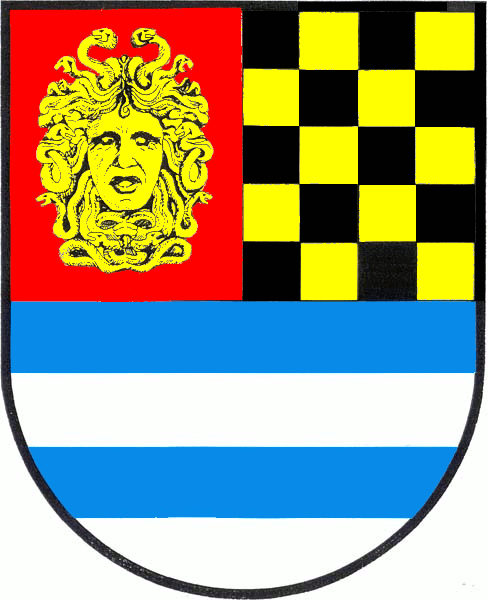
نشان شهرداری روستای دوهالیسه، ناحیه هرادک کرالووه، جمهوری چک
پرچم ناحیه خودمختار سیسیل